# 에드워드 가갠
에드워드 가갠(Edward Gargan, 1902년 7월 17일 ~ 1964년 2월 19일)은 미국의 배우, 텔레비전 배우, 영화배우이다.

## 영화
- 애보트와 코스텔로 - 투명인간을 만나다 (1951년)
- 신부의 아버지 (1950년)
- 댓 미드나잇 키스 (1949년)
- 러브 해피 (1949년)
- 어 소던 양키 (1948년) - 메일 너즈 역
- 캠퍼스 허니문 (1948년)
- 스쿠다 후! 스쿠다 헤이! (1948년)
- 어드벤처 오브 갤런트 베스 (1948년)
- 린다 비 굿 (1947년)
- 5번가에서 생긴 일 (1947년)
- 비하인드 더 마스크 (1946년)
- 쉬 우든트 세이 예스 (1945년)
- 다이아몬드 호슈즈 (1945년)
- 데이 갓 위 컨버드 (1943년)
- 탱크 유어 럭키 스타스 (1943년)
- 썸딩 투 샤우트 아바웃 (1943년)
- 미스 애니 루니 (1942년)
- 데이 올 키시드 더 브라이드 (1942년)
- 마이 페이버릿 브론드 (1942년)
- 비트윈 어스 걸스 (1942년)
- 엉터리 무용전 (1942년) - 경찰 역
- 네이비 블루스 (1941년)
- 캐슬 온 더 허드슨 (1940년)
- 투 걸즈 온 브로드웨이 (1940년)
- 싱가폴 가는 길 (1940년)
- 스프링 퍼레이드 (1940년)
- 수잔과 신 (1940년)
- 데이 올 컴 아웃 (1939년)
- 호놀룰루 (1939년)
- 기브 미 어 세일러 (1938년)
- 케어프리 (1938년)
- 땡스 포 더 메모리 (1938년)
- 파리의 분노 (1938년)
- 아이 양육 (1938년)
- 더 그레이트 오맬리 (1937년)
- 웨이크 업 앤 라이브 (1937년)
- 쓰루브레드 돈 크라이 (1937년)
- 실링 제로 (1936년)
- 워킹 데드 (1936년)
- 애니씽 고즈 (1936년)
- 마이 맨 갓프리 (1936년)
- 투 포 투나잇 (1935년)
- 뮤직 이즈 매직 (1935년)
- 바르바리 해안  (1935년)
- 레몬 드롭 키드 (1934년)
- 밤쉘 (1933년)
- 걸 인 419 (1933년)
- 퀸 크리스티나 (1933년)